# Hometrainer

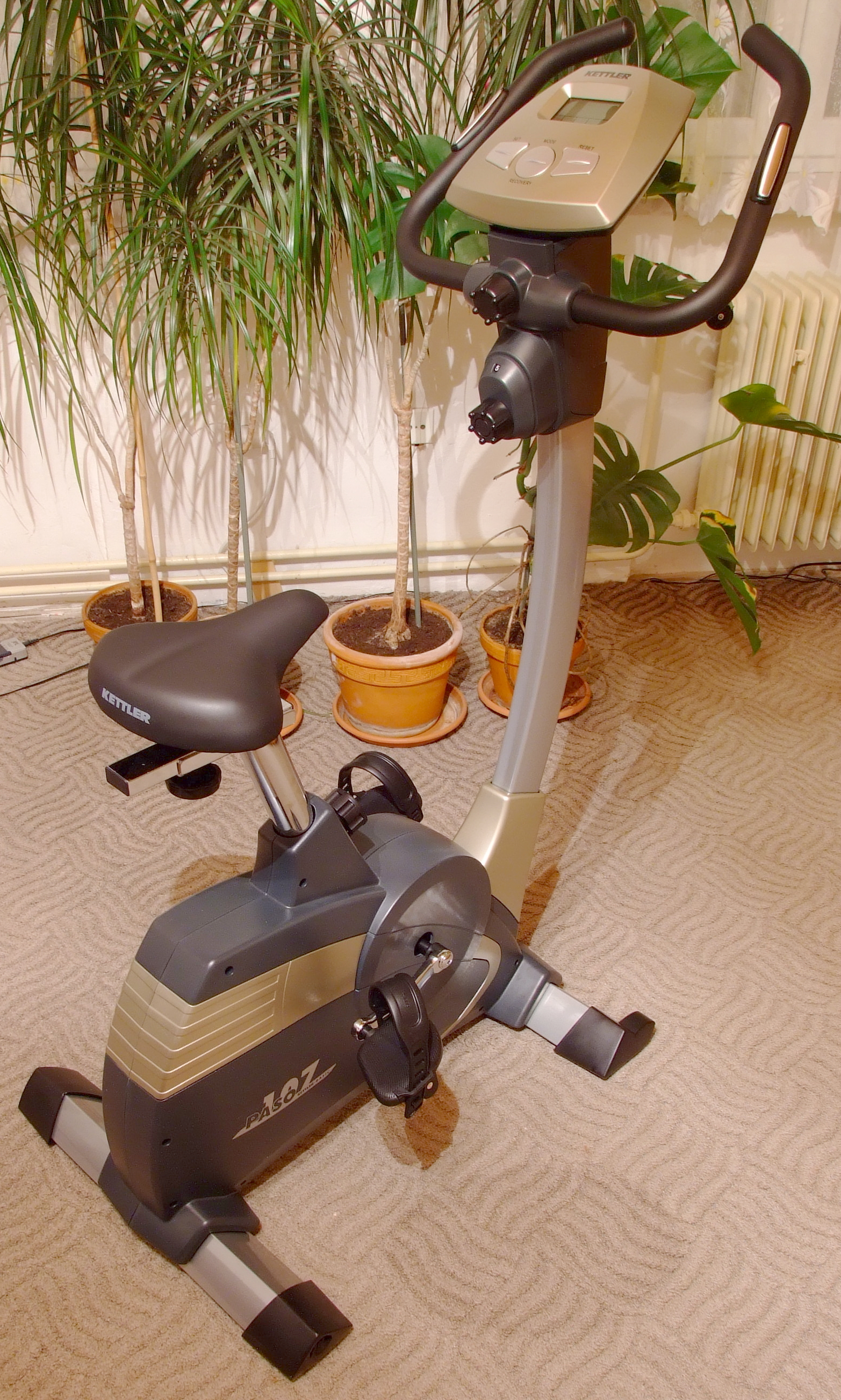
Hometrainer

Een hometrainer is een fitnessapparaat waarop fietsbewegingen gemaakt kunnen worden om daarmee de lichamelijke conditie te verbeteren. Dit wordt ook wel indoor cycling genoemd. 
Hometrainers zijn vaak volledig complete apparaten, bestaand uit een stalen frame met stuur, zadel en trappers verbonden aan een vliegwiel, maar er bestaan ook varianten waarop een bestaande fiets gemonteerd kan worden (zie film rechts). Een hometrainer kan ook voorzien zijn van een beeldscherm waarop een virtuele route kan worden gefietst. Hierop is dan tijdens het fietsen een weg te zien die meebeweegt vanuit het zichtpunt van de fietser, zodat het net lijkt alsof deze ergens aan het fietsen is. De trapweerstand kan vaak handmatig aangepast worden, waarbij een remmende werking op het vliegwiel wordt aangepast. Deze rem kan mechanisch zijn, c.q. via wrijving, maar ook vaak elektromagnetisch. Het voordeel van elektromagnetische weerstand is dat een kleiner of zelfs helemaal geen vliegwiel meer nodig is, wat de hometrainer een stuk lichter maakt. Het nadeel is dat een elektromagnetisch weerstand niet altijd hetzelfde weerstandservaring geeft als conventioneel fietsen, juist door het gebrek een vliegwiel dat uitrolt. 
Hometrainers die speciaal bedoeld zijn voor sportscholen zijn vaak van hogere kwaliteit dan hometrainers bedoeld voor thuisgebruik. Veel sportscholen hebben computergestuurde hometrainers, waarbij de computer de weerstand aanpast om een bepaald doel te bereiken: Dat kan bijvoorbeeld zijn om een vaste hartslagfrequentie te bereiken om in een bepaalde trainingszone te blijven. Hiervoor zitten vaak metalen elektroden in de handvatten van het stuur van de hometrainer ingebouwd die de hartslag meten. Alternatief wordt er een hartslagmonitor gebruikt in de vorm van een rond borstkas gedragen band die draadloos met de hometrainer communiceert. Deze laatste methode is vaak accurater, aangezien elektroden op het stuur het hartslagsignaal moeilijker kunnen meten en het signaal zelfs helemaal wegvalt als de gebruiker het stuur even loslaat.

## Varianten
Spinning is een variant van indoor cycling. Hiervoor wordt vaak een variant van de hometrainer gebruikt die bekend is onder de namen "spinningbike/-fiets" of "stationaire fiets". Het verschil met standaard hometrainers is dat de stationaire fiets voor spinning vaak van het doortrapper-principe is, ofwel dat er geen vrijloop is.
De professionele (medische) variant van de hometrainer is de ergometer.